# Джалаурта
Джалаурта (груз. ჯალაურთა) — село в Грузії.
За даними перепису населення 2014 року в селі проживає 1144 особи.